# Seth Curry
Seth Adham Curry (Charlotte, 23 de agosto de 1990) é um jogador norte-americano de basquete profissional que atualmente joga no Charlotte Hornets da National Basketball Association (NBA).
Ele jogou basquete universitário por um ano na Liberty University antes de se transferir para o Duke Blue Devils.
Ele é filho do ex-jogador da NBA, Dell Curry, e irmão mais novo do jogador do Golden State Warriors, Stephen Curry.

## Primeiros anos
Curry é filho do ex-jogador da NBA, Dell Curry, e da ex-jogadora de vôlei feminino de Virginia Tech, Sonya Curry. Ele cresceu em Charlotte, Carolina do Norte, enquanto seu pai, Dell, jogava pelo Charlotte Hornets. Quando criança, o seu pai levava ele e seu irmão mais velho, Stephen, para seus jogos, onde eles costumavam brincar com o time.
Curry se formou em 2008 pela Charlotte Christian School, onde foi titular por três anos. Em seu último ano, Curry teve médias de 22,3 pontos, 5,0 rebotes e 5,0 assistências. No final da temporada, ele foi selecionado para a Primeira-Equipe da Conferência e do Estado.
Em seus três anos no time do colégio, Charlotte Christian acumulou um recorde geral de 105–24, incluindo uma aparição na final estadual em 2006. Curry também estava no quadro de honra acadêmica do Charlotte Christian todos os quatro anos.
| Nome | Cidade Natal                          | Escola/Universidade        | Altura             | Peso            | Data da revisão        |
| --- | ------------------------------------- | -------------------------- | ------------------ | --------------- | ---------------------- |
| Seth Curry PG | Charlotte, North Carolina             | Charlotte Christian School | 6 ft 3 in (1.91 m) | 220 lb (100 kg) | 20 de Setembro de 2007 |
| Seth Curry PG | Recrutamento: Rivais: Scout: ESPN: 87 |                            |                    |                 |                        |
| Classificação geral de novatos: Rivals: 35º |                                       |                            |                    |                 |                        |
| - Nota: Em muitos casos, Scout, Rivals, 247Sports e ESPN podem entrar em conflito em suas listas de altura e peso, nestes casos, a média foi obtida. - Nota: A ESPN mede os calouros numa escala de 0 a 100. - Fonte: |                                       |                            |                    |                 |                        |

## Carreira universitária

### Liberty

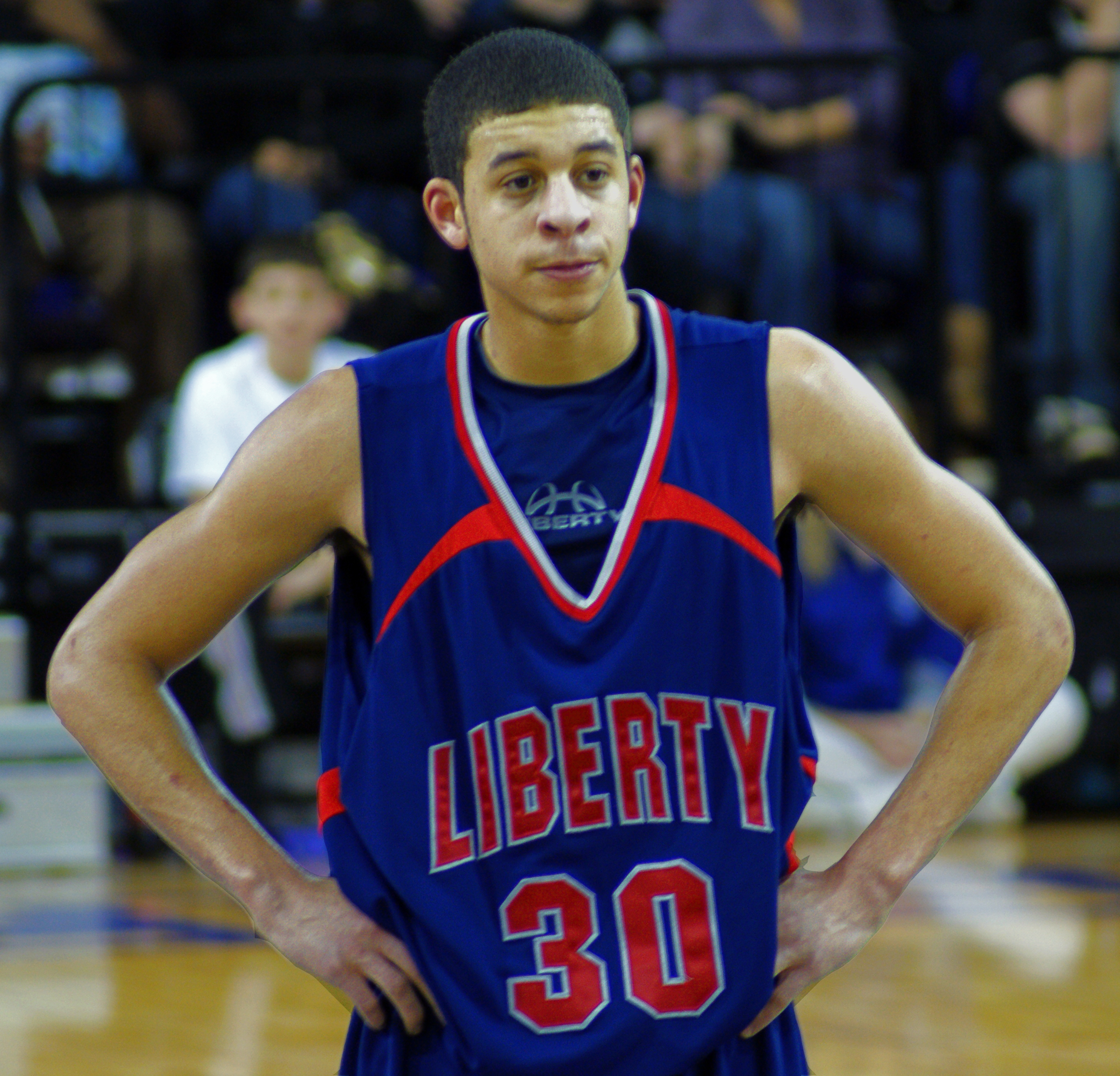
Curry na Liberty em 2009

Após o colegial, Curry optou por estudar na Liberty University. Em sua temporada de calouro, ele liderou todos os calouros nacionalmente em média de pontos com 20,2.
Ele quebrou o recorde de pontuação de um calouro em uma única temporada da Big South Conference.
Ele vestiu a camisa número 30 no Liberty, o mesmo número que seu pai e irmão mais velho usaram em suas carreiras.

### Duke
Curry foi transferido da Liberty University para Duke após a temporada de 2008-09. De acordo com as regras de transferência, Curry ficou de fora da temporada de basquete de 2009-10. Em Duke, ele também escolheu usar o número 30 de sua família.
Em segunda temporada, Curry foi nomeado titular após uma lesão no dedo do pé que deixou Kyrie Irving de fora. Em um jogo contra Miami, Curry liderou o time com 17 pontos. Ele marcou 22 pontos contra Carolina do Norte em 9 de fevereiro de 2011. Em 29 de dezembro de 2012, ele marcou 31 pontos, o recorde de sua carreira, contra Santa Clara.
No final de seu último ano, Curry foi nomeado para a Primeira-Equipe da ACC e foi nomeado para a Segunda-Equipe All-American pelo Sporting News.

## Carreira profissional

### Santa Cruz Warriors (2013–2014)
Curry não foi selecionado no draft da NBA de 2013. Em 23 de agosto de 2013, ele assinou um contrato de 2 anos e US$1.3 milhões com o Golden State Warriors. Ele foi, no entanto, posteriormente dispensado em 25 de outubro de 2013, após jogar em seis jogos da pré-temporada.
Em 1 de novembro de 2013, Curry foi adquirido pelo Santa Cruz Warriors da G-League como um jogador afiliado. Em 22 de novembro, em sua estreia na D-League, ele registrou 36 pontos, 6 assistências e 3 rebotes.

### Memphis Grizzlies (2013–2014)
Em 24 de dezembro, ele assinou com o Memphis Grizzlies. Em 5 de janeiro de 2014, Curry fez sua estreia na NBA e foi dispensado pelos Grizzlies.

### Retorno ao Santa Cruz (2014)
Em 9 de janeiro de 2014, ele foi readquirido pelo Santa Cruz Warriors. Em 3 de fevereiro de 2014, Curry foi nomeado para a lista de participantes do All-Star Game da D-League de 2014.

### Cleveland Cavaliers (2014)
Em 21 de março de 2014, ele assinou um contrato de 10 dias com o Cleveland Cavaliers. No dia seguinte, ele jogou em seu segundo jogo da NBA, marcando três pontos em nove minutos de ação contra o Houston Rockets. Os Cavaliers decidiram não oferecer a Curry um segundo contrato de 10 dias e ele retornou ao Santa Cruz no dia seguinte.
Curry terminou a temporada de 2013-14 da NBA D-League com médias de 19,7 pontos, 3,1 rebotes, 5,8 assistências e 1,4 roubos de bola em 38 jogos.
Durante seu tempo em Santa Cruz, Curry jogou com Mychel Thompson. Ao mesmo tempo, seus respectivos irmãos, Stephen Curry e Klay Thompson, estavam jogando juntos nos Warrios em um duo apelidado de "Splash Brothers".

### Erie BayHawks (2014–2015)
Em julho de 2014, Curry se juntou ao Orlando Magic para a Summer League de Orlando e ao Phoenix Suns para a Summer League de Las Vegas. Em 29 de setembro de 2014, ele assinou um contrato de 1 ano e US$816 mil com o Magic. Em 7 de outubro de 2014, os direitos da D-League de Curry foram adquiridos pela equipe afiliada do Magic, o Erie BayHawks. 
Em 25 de outubro, o Magic dispensou Curry na conclusão dos primeiros treinamentos e cinco dias depois ele foi adquirido pelo Erie BayHawks para o início dos treinamentos da D-League. Em sua estreia pelo Erie em 14 de novembro, Curry marcou 23 pontos na vitória sobre o Idaho Stampede. Em 4 de fevereiro de 2015, ele foi nomeado para a lista de participantes do All-Star Game da D-League de 2015.

### Phoenix Suns (2015)
Em 11 de março de 2015, Curry assinou um contrato de 10 dias com o Phoenix Suns. No mesmo dia ele fez sua estreia nos Suns em uma vitória por 106-97 sobre o Minnesota Timberwolves. 

### Retorno ao Erie (2015)
Ele não recebeu a oferta de um segundo contrato de 10 dias pelos Suns após o término do primeiro em 21 de março e retornou ao BayHawks. Em 43 jogos pelo Erie em 2014-15, ele teve médias de 23,8 pontos, 3,9 rebotes, 4,2 assistências e 1,4 roubos de bola.

### Sacramento Kings (2015–2016)
Em julho de 2015, Curry se juntou ao New Orleans Pelicans para a Summer League de 2015. Depois de ter média de 24,3 pontos em Las Vegas, Curry foi selecionado para a Primeira-Equipe da Summer League. Em 22 de julho, ele assinou um acordo de dois anos e US$ 2 milhões garantidos com o Sacramento Kings. Considerado um "Ala-armador preso no corpo de um armador", o arremesso de três pontos de Curry foi um dos principais motivos pelos quais os Kings o contrataram, já que o tiro externo sempre foi o calcanhar de Aquiles da equipe.
Em 30 de outubro, ele fez sua estreia pelos Kings registrando dois pontos, um rebote e uma assistência na vitória por 132–114 sobre o Los Angeles Lakers. Em 28 de novembro, ele marcou 9 pontos em 3 de 3 na faixa de três pontos na derrota para o Golden State Warriors. Em 26 de fevereiro de 2016, Curry jogou por minutos prolongados na derrota dos Kings por 117-107 para o Los Angeles Clippers devido ao armador titular, Rajon Rondo, ficar de fora devido a uma lesão. Em 26 minutos de ação, ele registrou 19 pontos, recorde da carreira, e 4 rebotes. Em 25 de março, ele fez seu primeiro jogo como titular da carreira, marcando 12 pontos em 26 minutos contra o Phoenix Suns. Três dias depois, em apenas seu terceiro jogo como titular na NBA, Curry marcou 21 pontos, recorde da carreira, na derrota por 105-93 para o Portland Trail Blazers. Ele igualou o recorde de sua carreira em 1º de abril, marcando 21 pontos contra o Miami Heat.
Em 9 de abril, ele atingiu o recorde de sua carreira de seis cestas de três pontos e marcou 20 pontos na vitória por 114-112 sobre o Oklahoma City Thunder. Dois dias depois, ele registrou seu primeiro duplo-duplo com 20 pontos e 15 assistências em 38 minutos como armador titular, ajudando os Kings a derrotar o Phoenix Suns por 105-101.
Depois da temporada de 2015-16, Curry recusou sua opção de renovação de US$ 1 milhão para a temporada de 2016-17 e se tornou um agente livre restrito. Em 27 de junho de 2016, os Kings fizeram uma oferta de qualificação para Curry, mas em 3 de julho, a equipe retirou sua oferta, tornando Curry um agente livre irrestrito.

### Dallas Mavericks (2016–2018)
Em 15 de julho de 2016, Curry assinou um contrato de 2 anos e US$5.9 milhões com o Dallas Mavericks.
Em 26 de outubro, ele fez sua estreia pelos Mavericks na abertura da temporada contra o Indiana Pacers. Em 16 minutos, ele registrou sete pontos, três rebotes, uma assistência e três roubos de bola na derrota por 130-121. Em 8 de novembro, ele marcou 23 pontos, o recorde de sua carreira, na vitória por 109-97 sobre o Los Angeles Lakers. Ele empatou a marca em 21 de novembro, marcando 23 pontos como titular na derrota por 96-91 para o San Antonio Spurs.
Curry perdeu quatro jogos no início de dezembro com uma entorse no joelho direito. Em 29 de janeiro de 2017, ele registrou 24 pontos e 10 rebotes na vitória por 105-101 sobre o San Antonio. Em 24 de fevereiro de 2017, ele marcou 31 pontos, o recorde de sua carreira, em uma derrota por 97-84 para o Minnesota Timberwolves. Três dias depois, ele teve um esforço de 29 pontos na vitória por 96-89 sobre o Miami Heat.
Em 7 de outubro de 2017, Curry foi descartado indefinidamente após ser diagnosticado com uma reação de estresse em sua tíbia esquerda. Em 6 de fevereiro de 2018, ele foi descartado por toda a temporada depois que foi determinado que ele precisava de uma cirurgia.

### Portland Trail Blazers (2018–2019)

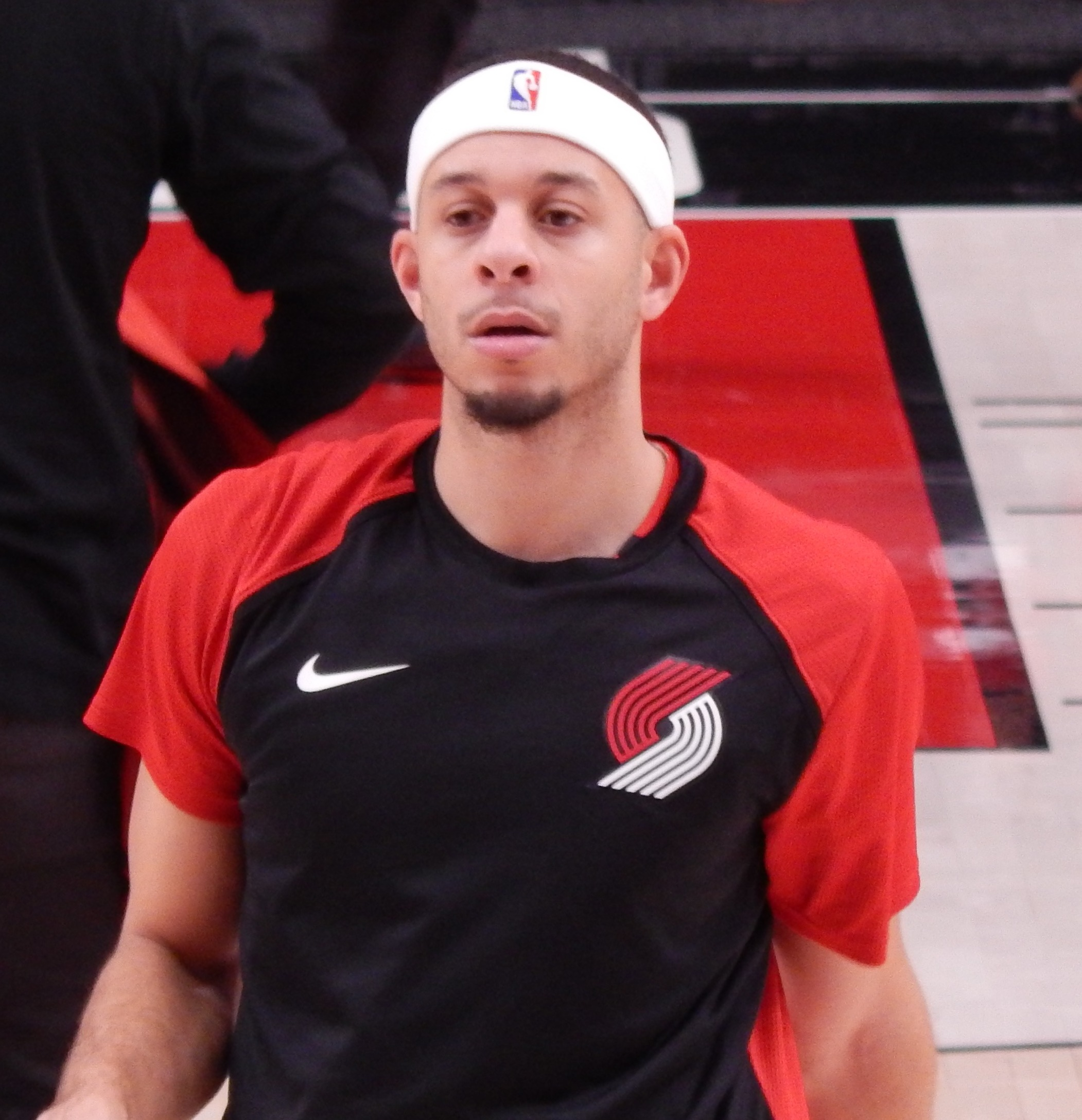
Curry no Portland Trail Blazers em 2019.

Em 6 de julho de 2018, Curry assinou um contrato de um ano e 2.8 milhões com o Portland Trail Blazers.
Em 26 de janeiro de 2019, ele marcou 22 pontos na vitória por 120–111 sobre o Atlanta Hawks.
Em 5 de fevereiro, ele foi selecionado para competir no Concurso de Três Pontos durante o All-Star Weekend.
Em 9 de março, ele marcou 22 pontos na vitória por 127-120 sobre o Phoenix Suns. Curry mais tarde foi para os playoffs da NBA de 2019 com o Portland, chegou às finais da Conferência Oeste e perdeu para o Golden State Warriors por 4-0. Isso marcou a primeira vez que um par de irmãos se enfrentou em uma série de playoffs da NBA.

### Volta para Dallas (2019–2020)
Em 10 de julho de 2019, ele assinou um contrato de quatro anos e US$32 milhões para retornar ao Dallas Mavericks.
Em 28 de fevereiro de 2020, Curry marcou 37 pontos, o recorde de sua carreira, em uma derrota por 126-118 para o Miami Heat.

### Philadelphia 76ers (2020–2022)
Em 18 de novembro de 2020, Curry foi negociado com o Philadelphia 76ers em troca de Josh Richardson e Tyler Bey.
Em 16 de junho de 2021, durante a segunda rodada dos playoffs, Curry registrou 36 pontos, um novo recorde, em uma derrota no Jogo 5 contra o Atlanta Hawks.

### Brooklyn Nets (2022-2023)
Em 10 de fevereiro de 2022, Curry foi negociado, junto com Ben Simmons, Andre Drummond e duas futuras escolhas de primeira rodada, para o Brooklyn Nets em troca de James Harden e Paul Millsap.
Em sua estreia pelo Nets, em 14 de fevereiro, Curry liderou o time em pontos com 23 pontos em uma vitória por 109–85 contra o Sacramento Kings e ajudou a equipe a encerrar uma sequência de 11 derrotas consecutivas. Em 9 de maio, ele passou por uma cirurgia no tornozelo esquerdo.

### Terceira passagem pelos Mavericks (2023-2024)
Em 30 de junho de 2023, Seth assinou um contrato de 2 anos e US$8 milhões para sua terceira passagem no Dallas Mavericks.

### Charlotte Hornets (2024–Presente)
Em 8 de fevereiro de 2024, Curry foi trocado, junto com Grant Williams e uma escolha de primeira rodada de 2027, para o Charlotte Hornets em troca de P. J. Washington e duas futuras escolhas de segunda rodada.

## Carreira na seleção
Curry competiu pelos Estados Unidos no Campeonato Mundial de Basquetebol Sub-19 em 2009, na Nova Zelândia, vencendo o torneio ao derrotar a Grécia por 88-80 na final. No torneio, Curry teve médias 9,0 pontos, 2,2 rebotes e 1,1 assistências.

## Estatisticas

### NBA

#### Temporada regular
| Ano      | Equipe       | PJ  | PT  | MPJ  | AP   | 3P    | LL   | RT  | AS  | BR  | TO | PPJ  |
| -------- | ------------ | --- | --- | ---- | ---- | ----- | ---- | --- | --- | --- | -- | ---- |
| 2013–14  | Memphis      | 1   | 0   | 4.0  | .000 | .000  | .000 | .0  | .0  | .0  | .0 | .0   |
| 2013–14  | Cleveland    | 1   | 0   | 9.0  | .333 | 1.000 | .000 | 1.0 | .0  | 2.0 | .0 | 3.0  |
| 2014–15  | Phoenix      | 2   | 0   | 4.0  | .000 | .000  | .000 | 1.0 | .5  | .0  | .0 | .0   |
| 2015–16  | Sacramento   | 44  | 9   | 15.7 | .455 | .450  | .833 | 1.4 | 1.5 | .5  | .1 | 6.8  |
| 2016–17  | Dallas       | 70  | 42  | 29.0 | .481 | .425  | .850 | 2.5 | 2.7 | 1.1 | .1 | 12.8 |
| 2018–19  | Portland     | 74  | 2   | 18.9 | .456 | .450  | .846 | 1.6 | .9  | .5  | .2 | 7.9  |
| 2019–20  | Dallas       | 64  | 25  | 24.6 | .495 | .452  | .825 | 2.3 | 1.9 | .6  | .1 | 12.4 |
| 2020–21  | Philadelphia | 57  | 57  | 28.7 | .467 | .450  | .896 | 2.4 | 2.7 | .8  | .1 | 12.5 |
| 2021–22  | Philadelphia | 45  | 45  | 34.8 | .485 | .400  | .877 | 3.4 | 4.0 | .8  | .2 | 15.0 |
| 2021–22  | Brooklyn     | 19  | 19  | 29.9 | .493 | .468  | .857 | 2.6 | 2.6 | .9  | .2 | 14.9 |
| 2022–23  | Brooklyn     | 61  | 7   | 19.8 | .463 | .405  | .927 | 1.6 | 1.6 | .6  | .1 | 9.2  |
| 2023–24  | Dallas       | 36  | 3   | 12.7 | .372 | .363  | .895 | 1.4 | .8  | .5  | .1 | 4.3  |
| 2023–24  | Charlotte    | 8   | 1   | 19.8 | .441 | .321  | .917 | 2.0 | 1.8 | .6  | .4 | 9.0  |
| Carreira | Carreira     | 482 | 210 | 19.3 | .380 | .398  | .670 | 1.7 | 1.6 | .6  | .1 | 8.2  |

#### Play-In
| Ano  | Equipe   | PJ | PT | MPJ  | AP   | 3P   | LL | RT  | AS | BR  | TO | PPJ |
| ---- | -------- | -- | -- | ---- | ---- | ---- | -- | --- | -- | --- | -- | --- |
| 2022 | Brooklyn | 1  | 1  | 47.5 | .000 | .000 | –  | 2.0 | .0 | 1.0 | .0 | .0  |

#### Playoffs
| Ano      | Equipe       | PJ | PT | MPJ  | AP   | 3P   | LL    | RT  | AS  | BR  | TO | PPJ  |
| -------- | ------------ | -- | -- | ---- | ---- | ---- | ----- | --- | --- | --- | -- | ---- |
| 2019     | Portland     | 16 | 0  | 20.4 | .366 | .404 | .818  | 1.6 | .8  | .8  | .3 | 5.6  |
| 2020     | Dallas       | 6  | 0  | 28.8 | .585 | .476 | 1.000 | 1.8 | 1.3 | 1.0 | .0 | 12.8 |
| 2021     | Philadelphia | 12 | 12 | 31.8 | .578 | .506 | .789  | 2.3 | 2.3 | .8  | .3 | 18.8 |
| 2022     | Brooklyn     | 4  | 4  | 33.0 | .564 | .522 | .667  | 2.5 | 3.0 | .3  | .8 | 14.5 |
| 2023     | Brooklyn     | 3  | 0  | 19.4 | .526 | .333 | .667  | 1.0 | 2.0 | .0  | .0 | 8.3  |
| Carreira | Carreira     | 41 | 16 | 26.6 | .523 | .448 | .788  | 1.8 | 1.8 | .5  | .2 | 12.0 |

### Universitário
| Ano      | Equipe   | PJ        | PT        | MPJ       | AP        | 3P        | LL        | RT        | AS        | BR        | TO        | PPJ       |
| -------- | -------- | --------- | --------- | --------- | --------- | --------- | --------- | --------- | --------- | --------- | --------- | --------- |
| 2008–09  | Liberty  | 35        | 34        | 36.5      | .417      | .347      | .832      | 4.4       | 2.3       | 1.4       | .3        | 20.2      |
| 2009–10  | Duke     | Não jogou | Não jogou | Não jogou | Não jogou | Não jogou | Não jogou | Não jogou | Não jogou | Não jogou | Não jogou | Não jogou |
| 2010–11  | Duke     | 37        | 19        | 25.0      | .423      | .435      | .788      | 1.8       | 2.0       | 1.4       | .1        | 9.0       |
| 2011–12  | Duke     | 34        | 32        | 30.2      | .420      | .383      | .873      | 2.6       | 2.4       | 1.3       | .2        | 13.2      |
| 2012–13  | Duke     | 35        | 35        | 32.3      | .465      | .438      | .809      | 2.5       | 1.5       | .9        | .2        | 17.5      |
| Carreira | Carreira | 141       | 120       | 31.0      | .431      | .400      | .825      | 2.8       | 2.0       | 1.2       | .2        | 14.9      |

## Vida pessoal
Em 14 de setembro de 2019, Curry se casou com a ex-jogadora profissional de vôlei, Callie Rivers, filha do treinador da NBA, Doc Rivers, e irmã do jogador da NBA, Austin Rivers. Sua filha, Carter Lynn, nasceu em maio de 2018. Seu irmão mais velho, Stephen, é o armador titular do Golden State Warriors e ganhou três títulos da NBA, enquanto sua irmã mais nova, Sydel, jogava vôlei universitário na Universidade Elon e é casada com o jogador da NBA, Damion Lee.